# Krabat – Uczeń czarnoksiężnika
Krabat – Uczeń czarnoksiężnika (cz. Čarodějův učeň) – czechosłowacko-wschodnioniemiecki film animowany z 1978 roku w reżyserii Karela Zemana na podst. powieści  Otfrieda Preußlera Krabat.

## Fabuła
Po zasypanych śniegiem drogach Łużyc wędruje sierota Krabat w poszukiwaniu pracy i dachu nad głową. Nieoczekiwanie znużonego wędrowca wzywa skrzekliwy głos gawrona i kieruje do młyna w Czarnej Wodzie. Krabat bez wahania stawia się przed szpetnym i dziwacznym młynarzem stając się jednym z jego dwunastu czeladników, takich jak i on biedaków zwabionych do młyna przez czarnego gawrona. Wkrótce ciężko pracujący chłopiec zdaje sobie sprawę, że młyn jest zaczarowany, a jego właściciel uważa się za największego mistrza czarnej magii.
Czeladnicy, oprócz pracy w młynie, wciągani są stopniowo w arkana tajemnej sztuki. Krabat, przemieniony w gawrona, spełnia polecenia swego pana. Przy wykonywaniu jednego z nich poznaje młodą wieśniaczkę, w której zakochuje się od pierwszego wejrzenia. Dawszy się jej poznać w ludzkiej postaci, zyskuje wzajemność dziewczyny. Odtąd młodzi spotykają się potajemnie.
Kolejno dla każdego z czeladników nadchodzi czas egzaminu mistrzowskiego z magii, który jest właściwie walką na śmierć i życie z czarnoksiężnikiem, kończącą się nieodmiennie zwycięstwem młynarza. Nadchodzi kolej na egzamin Krabata. On również, po nieudanej próbie oswobodzenia z tureckiej niewoli saskiego marszałka, musi zginąć, chyba że wyzwoli go miłość, która jest silniejsza niż wszystkie czary.
Zaprzyjaźniony z Krabatem czeladnik Jura sprowadza jego dziewczynę. Na rozkaz czarnoksiężnika ma ona rozpoznać z zawiązanymi oczami ukochanego wśród czeladników zamienionych w gawrony, w przeciwnym razie czeka ich śmierć. Dziewczyna poznaje Krabata po biciu serca. Zły czar pryska, młynarz-czarodziej umiera, zaczarowany młyn staje w płomieniach. Krabat z ukochaną i towarzyszami niedoli opuszczają okrutną krainę.

## Obsada głosowa
- Luděk Munzar – Krabat / narrator
- Jaroslav Moučka –
  - czarnoksiężnik,
  - gawron

## Wersja polska
Opracowanie i udźwiękowienie wersji polskiej: Studio Opracowań Filmów w Łodzi

Reżyser: Ryszard Sobolewski

Wystąpili:
- Stanisław Kwaśnik –
  - Krabat,
  - Narrator
- Włodzimierz Skoczylas – czarnoksiężnik
- Róża Chrabelska – dziewczynka
- Mariusz Wojciechowski –
  - Kura,
  - orzeł,
  - Michał
- Paweł Kruk –
  - kot,
  - rzeźnik,
  - wojownik

Źródło: